# معین‌آباد سفلی
معین‌آباد سفلی، روستایی از توابع بخش مرکزی شهرستان مشهد در استان خراسان رضوی ایران است و عضو منطقه دهستان تبادکان خراسان رضوی منصوب می‌شود.

## جمعیت
این روستا در دهستان تبادکان قرار دارد و براساس سرشماری مرکز آمار ایران در سال ۱۴۰۲، جمعیت آن ۵۰۰ نفر (۸۸خانوار) بوده‌است.